# 이이즈카 요시히토
이이즈카 요시히토(일본어: 飯塚 欣士, 2001년 5월 7일~)는 일본의 축구 선수이다.

## 구단 경력
그는 J1리그의 FC 도쿄에 입단했다. 2019년 J3리그의 FC 도쿄 U-23에서 뛰었다.